# Ministerium für Schwerindustrie (1990)
Das Ministerium für Schwerindustrie war ein Ministerium der DDR und existierte vom 1. Januar 1990 bis zum 13. April 1990. Das 1990 gegründete Ministerium ist nicht zu verwechseln mit dem 1950 gegründeten gleichnamigen Ministerium, das 1955 nach diversen Umstrukturierungen aufgelöst wurde.
Das Ministerium wurde während der Regierung Modrow durch Minister Kurt Singhuber geführt. Stellvertretende Minister waren Karl-Hermann Steinberg und Wolfgang Mitzinger.
Die Gründung erfolgte durch einen Beschluss des Ministerrats der DDR vom 21. Dezember 1989 mit Wirkung ab dem 1. Januar des Folgejahres. Im Zuge der Ministeriumsgründung wurden mehrere Industrieministerien aufgelöst, deren Aufgaben im Ministerium für Schwerindustrie zusammengefasst wurden. Diese waren das Ministerium für Geologie, das Ministerium für Erzbergbau, Metallurgie und Kali, das Ministerium für Chemische Industrie und das Ministerium für Kohle und Energie. Die Aufgaben der Arbeitsgruppe Rationelle Energieanwendung beim Ministerrat wurden ebenfalls durch das neugebildete Ministerium übernommen.
Die Auflösung des Ministeriums erfolgte durch einen Ministerratsbeschluss vom 30. Mai 1990 rückwirkend ab dem 13. April. Als Rechtsnachfolger wurde das neugeschaffene Ministerium für Wirtschaft festgelegt.